# Georg Höpfner
Ernst Georg Philipp Höpfner (* 8. Oktober 1780 in Gießen; † 22. Juni 1845 in Darmstadt) war ein deutscher Richter und Abgeordneter. Da er bis auf die Eidverweigerung von 1820 relativ unprofiliert blieb, „erscheint er als private wie politische Persönlichkeit so gut wie verschollen“.

## Familie
Georg Höpfner war der Sohn des Professor der Rechte an der Universität Gießen, Ludwig Friedrich Höpfner (1743–1797), und dessen Frau Marianne, geborene Thom (1751–1840). Höpfner, der evangelisch war, blieb unverheiratet.

## Karriere
Georg Höpfner studierte Rechtswissenschaften und wurde 1808 Hofgerichtsassessor in Darmstadt, 1811 Oberappellationsrat und 1818 einer der ersten Richter am neu geschaffenen Provisorischen Kassations- und Revisionsgerichtshof für die Provinz Rheinhessen, dem höchsten Gericht im Großherzogtum für den Teil seines Gebietes, die Provinz Rheinhessen, in der französisches Recht galt.

## Abgeordneter
Georg Höpfner wurde bei allen Wahlen zu den Landständen von 1820 bis 1834 gewählt. Allerdings verweigerte die Regierung ihm – außer 1832 – immer den erforderlichen Urlaub, um das Mandat auch antreten zu können. Bei der Wahl 1820 wurde er sogar sowohl in Darmstadt als auch im Wahlbezirk der Stadt Friedberg gewählt. Die Wahl in Friedberg wurde im März 1821 durch die zweite Kammer für ungültig erklärt, eine Nachwahl angeordnet, bis zum Ende der ersten Wahlperiode aber  nicht umgesetzt. Der Sitz blieb vakant.
So gehörte Georg Höpfner nur von 1832 bis 1833 der Zweiten Kammer der Landstände an. Er wurde für den Wahlbezirk Stadt Alsfeld gewählt. In den Ständen vertrat er liberale Positionen.

## Eidverweigerung 1820

### Ausgangslage
Die Verfassungsbewegung im Großherzogtum Hessen forderte eine zwischen Untertanen und Großherzog ausgehandelte Verfassung. Großherzog Ludewig I. kündigte am 25. März 1819 eine Verfassung an und oktroyierte sie im März 1820. Sowohl formal – weil oktroyiert und nicht ausgehandelt – als auch inhaltlich, weil sie den Landständen kaum Mitwirkungsmöglichkeiten öffnete, wurde sie von der Verfassungsbewegung und den Liberalen abgelehnt. Gleichwohl diente sie als Grundlage, den ersten Landtag des Großherzogtums zu wählen. Georg Höpfner wurde im Wahlbezirk der Stadt Darmstadt gewählt.

### Argumentation
Georg Höpfner formulierte eine Eingabe an den Großherzog, die 31 weitere Abgeordnete unterschrieben: Das März-Edikt sei gar keine Verfassung. Es habe nichts mit der im März 1819 zugesagten „umfassenden Kostitutionsurkunde“ zu tun, entspreche auch nicht den Vorgaben der Deutschen Bundesakte und sei deshalb gar keine Verfassung. Auf eine nicht existierende Verfassung könne er – und die Mitunterzeichner – keinen Eid leisten. Diese Haltung bedrohte den Frieden im Land, den die Regierung nach zum Teil gewaltsamer Auseinandersetzung mit der Bevölkerung im Herbst 1819 glaubte, durch die März-Verfassung und die Bildung neuer Landstände wieder hergestellt zu haben.

### Konsequenzen
Zwar gab ein Teil der Eidverweigerer in der Folge nach, allerdings zu dem Preis, dass die Regierung entgegen ihrer ursprünglichen Absicht nun doch über eine Verfassung verhandeln musste. Dies führte letztendlich zur Dezember-Verfassung von 1820, die im Großherzogtum bis 1918 in Kraft bleiben sollte.